# Дама с единорогом
«Дама с единорогом» (фр. La Dame à la licorne) — шедевр искусства поздней интернациональной готики, «чудо искусства и гордость парижского музея Клюни». Шесть больших шпалер (377 Х 466 см) вытканы из шерсти и шёлковых нитей в 1484—1500 годах фламандскими мастерами по картонам, возможно, созданным в Париже. Относятся к типу мильфлёров («тысяча цветов»).

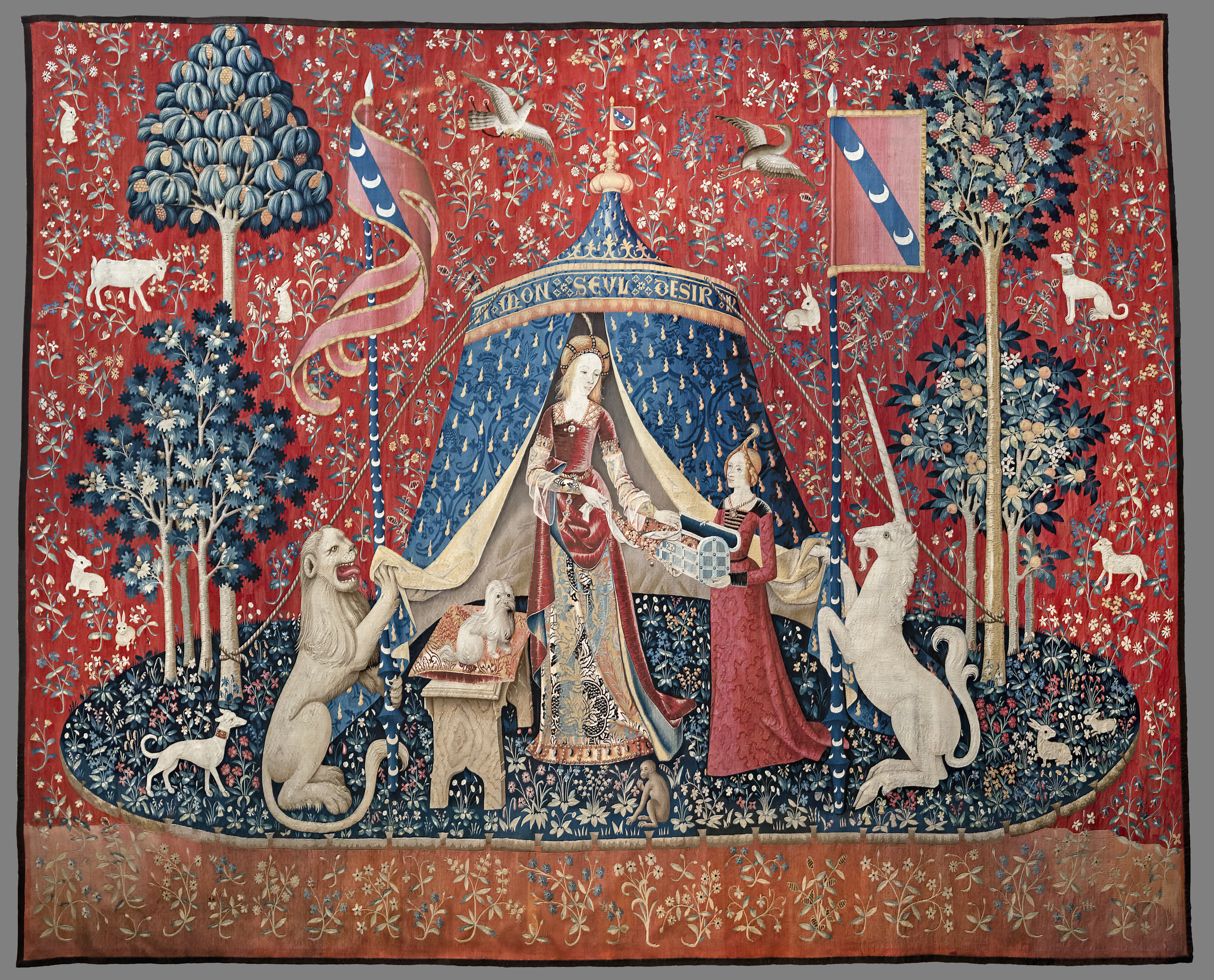
«По моему единственному желанию». Шпалера из серии «Дама с единорогом»

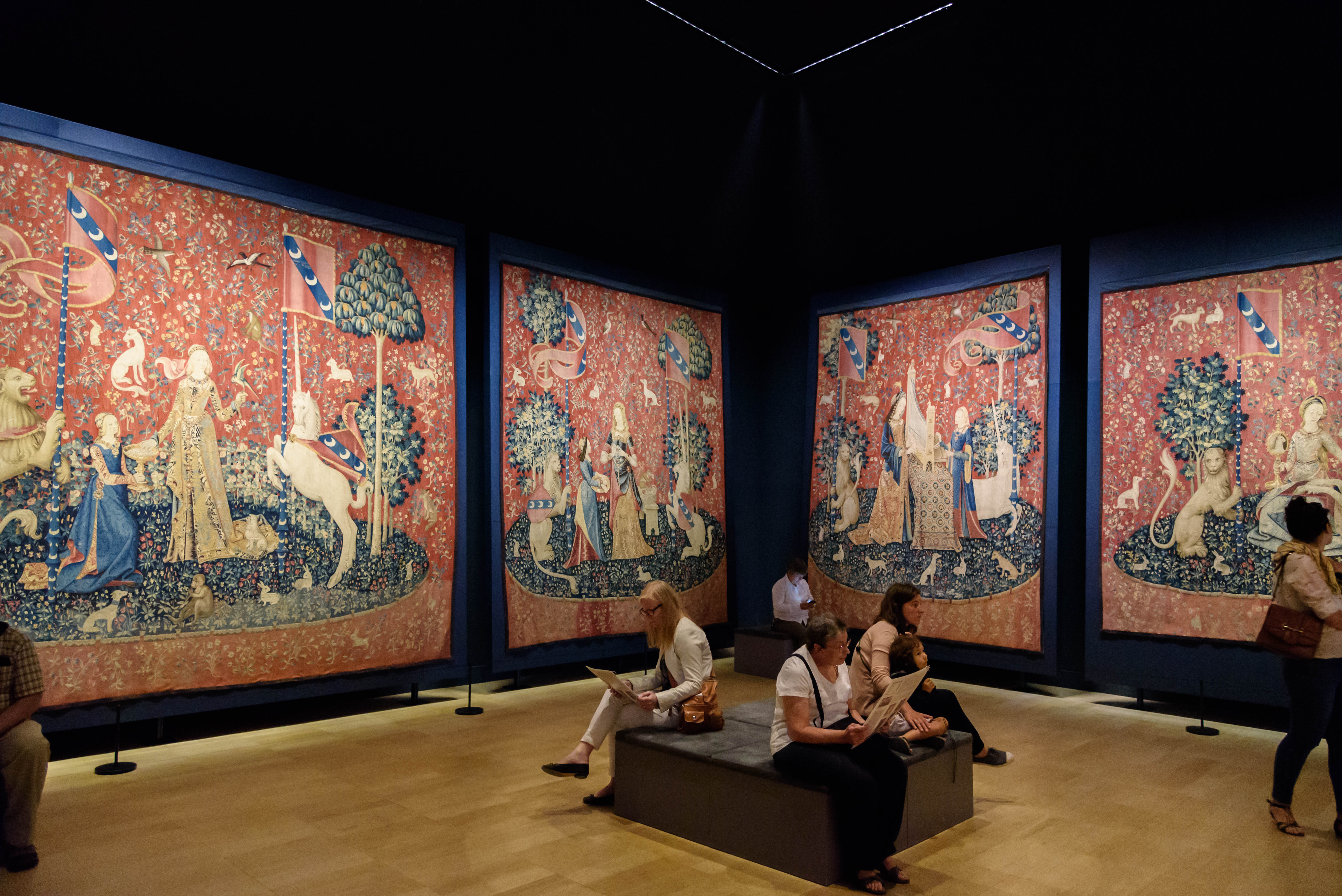
Зал шпалер «Дама с единорогом». 2015 г.

## История
Более двух столетий ковры находились в замке Буссак (Boussac) департамента Крёз, в центральной части Франции. Замок принадлежал Пьеру Д’Обюссону (1425—1503), великому магистру ордена иоаннитов. В 1882 году шпалеры выставили на продажу с аукциона, но они были объявлены национальным достоянием и запрещены к вывозу из страны.
Одной из первых привлекла внимание публики к «Даме с единорогом» французская писательница Жорж Санд, описав шпалеры в романе «Жанна» (1844). Интересно, что позднее в своей статье «Прогулки в Берри» (1847) писательница утверждала, что ей довелось видеть не шесть, а восемь частей цикла; по-видимому, эти сведения не соответствуют действительности.
Другой знаменитый французский писатель, Проспер Мериме, занимавший пост главного инспектора исторических памятников Франции, в тот же период начал переговоры о приобретении шпалер государством. После долгих проволочек в 1882 году сделка была заключена и шпалеры были приобретены муниципалитетом Парижа для Музея Клюни. Специальный зал был торжественно открыт в 1883 году. Здесь шпалеры экспонировались до Второй мировой войны. В 1947—1948 годах для экспозиции этих шедевров в музее был оборудован новый специальный зал с минимальным освещением (для предотвращения дальнейшего выцветания красителей ткани).
Присутствующие на коврах изображения полумесяцев породили легенду о влюблённом турецком принце Зизиме, заказавшем якобы эту серию для дамы своего сердца. Зизим, сын османского султана Мехмеда II, бежавший в Европу после воцарения своего брата и некоторое время живший (фактически в почётном плену) недалеко от замка Буссак. В дальнейшем эта версия была опровергнута и исследователи пришли к выводу, что цикл был заказан президентом Высшего податного суда Жаном Ле Вистом, семья которого переселилась в XV веке из Лиона в Париж, умершим в 1500 году. Существует предположение, что героиня серии шпалер реально существовавшая Клод ле Вист (на шпалерах вытканы изображения вымпелов с гербом семьи ле Вист — три серебряных полумесяца на синей перевязи), а шпалеры были заказаны её женихом Жаном де Шабанн-Ванденесом. Автор картонов, по которым ткались шпалеры, неизвестен; по разным версиям, им мог быть или парижский художник Жан Перреаль (около 1455 — около 1528), или так называемый Мастер Анны Бретонской. Версия о заказе шпалер в качестве свадебного подарка позднейшими исследованиями французских учёных отвергается.

## Иконография, композиция и стиль изображений
Композиции шпалер весьма своеобразны. Фигуры располагаются «на островках» на условном красном фоне «тысячи цветов» (за несколько столетий краски выгорели и фон из красного превратился в нежно-розовый, вызывающий восторг зрителей, не подозревающих об истинных причинах появления столь тонкого оттенка). На «островках» присутствуют изображения дуба (символ прочности и силы) и яблони (символ женственности и плодородия). По одну сторону от Дамы — лев (солнечный символ, воплощающий благородство), по другую — единорог (символ луны, олицетворяющий чистоту и целомудрие). Два геральдических зверя вместе — символ верности и постоянства, прочности супружеских уз. Встречающееся изображение оленя означает уединение и религиозное рвение. В то же время часто встречающийся в куртуазном светском искусстве поздней готики единорог как верный, постоянный спутник «Прекрасной дамы» мог означать «любовное томление».
Особый интерес представляет изящное плетение растительных и животных мотивов. Редко можно увидеть в шпалерах столь обширный бестиарий, как в «Даме с единорогом». На фоне среди цветов перед зрителем предстают птицы львёнок, пантера, гепард, волк, лиса, собака, коза, кролик, обезьяна и многие другие животные. На всех шпалерах повторяются изображения штандартов — синяя лента с тремя серебряными полумесяцами по диагонали пересекает красное поле — герб семьи Ле Вист из Лиона.

## Интерпретации содержания отдельных композиций

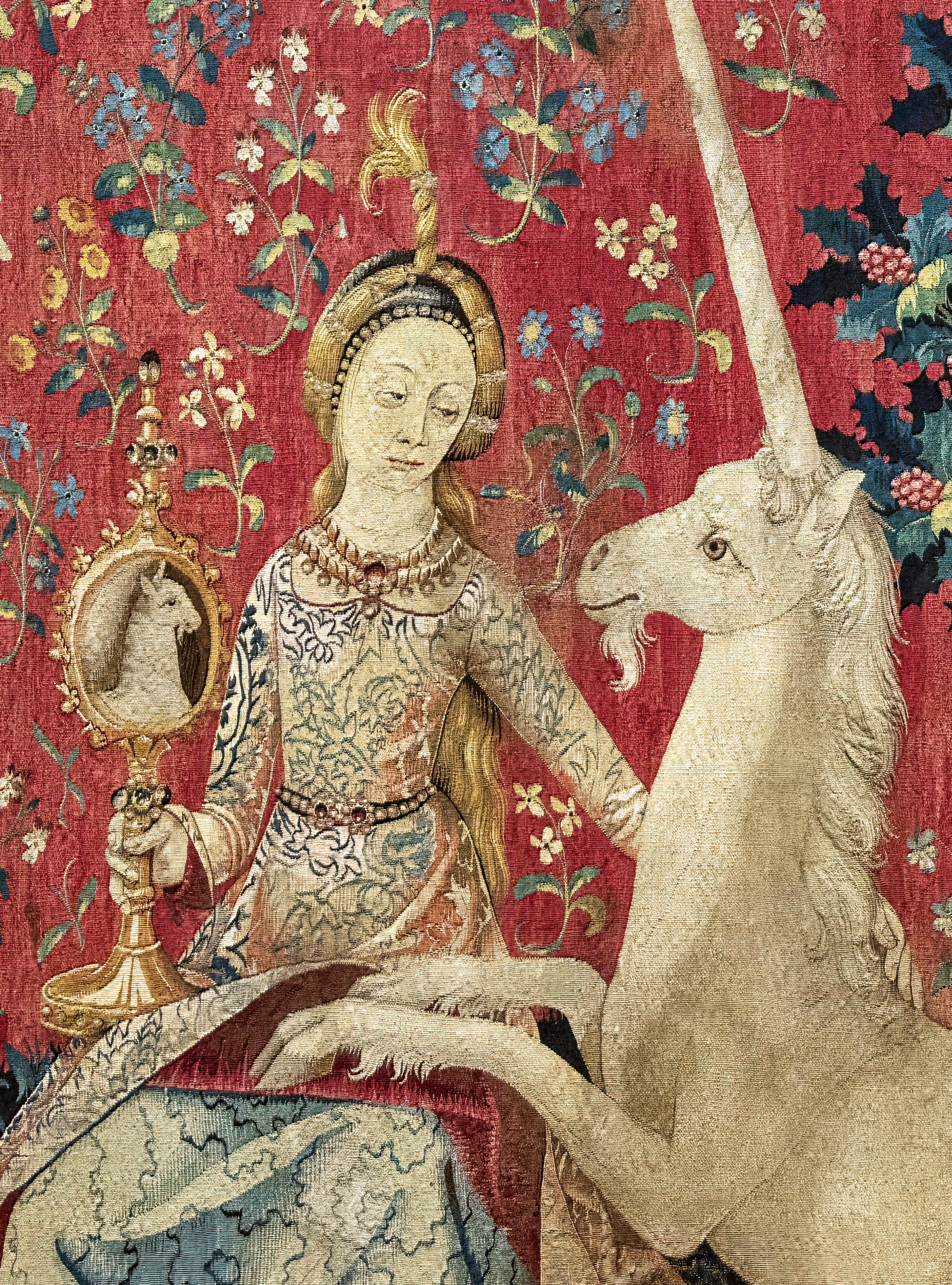
«Зрение». Шпалера из серии «Дама с единорогом». Деталь

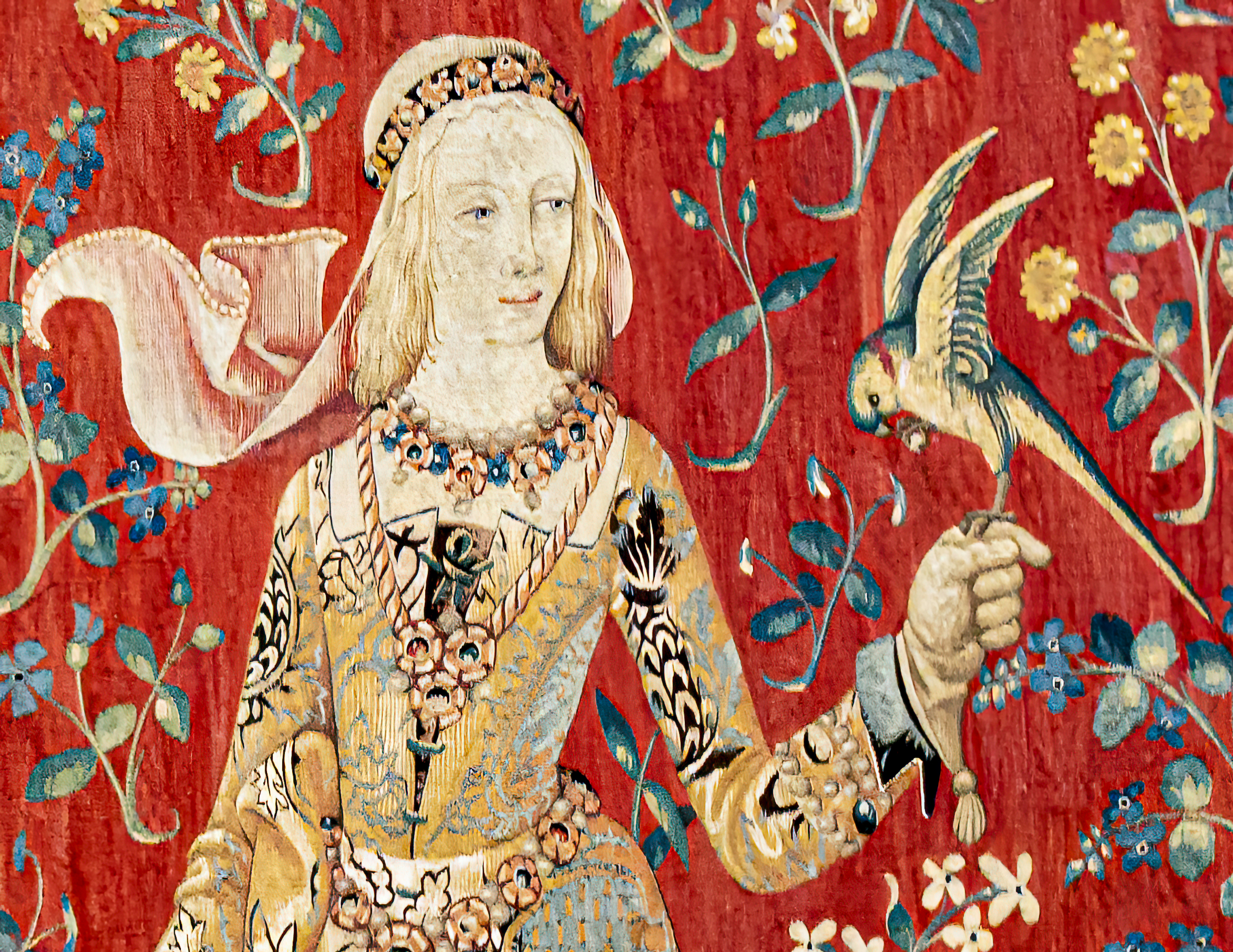
«Вкус». Шпалера из серии «Дама с единорогом». Деталь

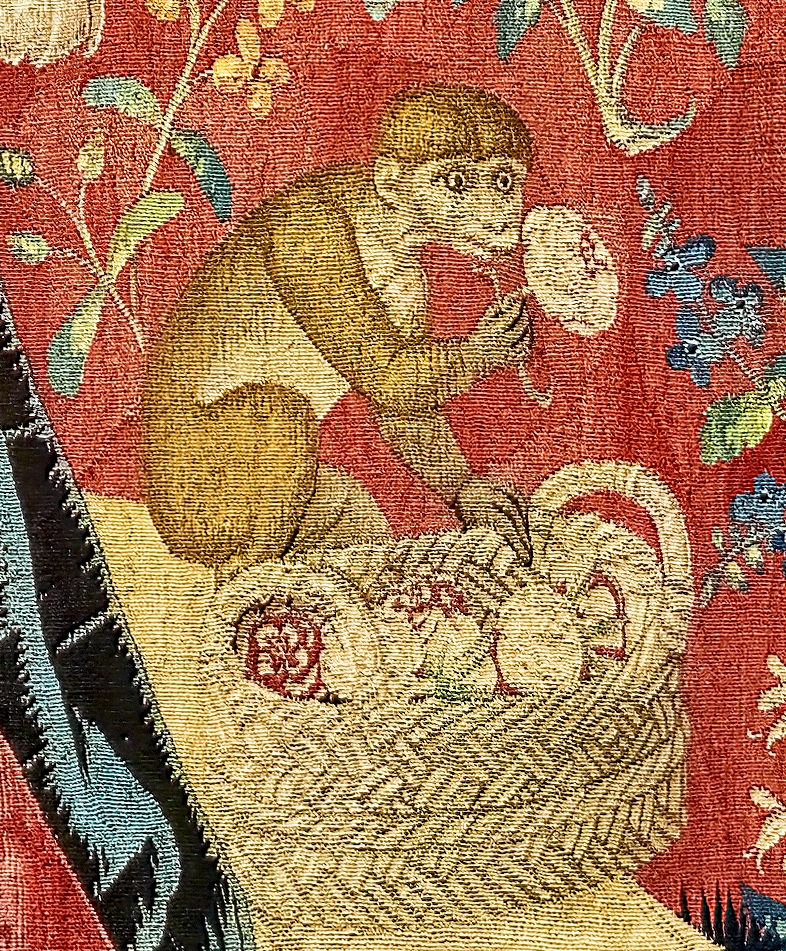
«Обоняние». Шпалера из серии «Дама с единорогом». Деталь

Дама с единорогом. Слух

В соответствии с популярной средневековой легендой, свирепого единорога может укротить только непорочная дева. Этот мотив в Средние века приобретал морализующий христианский смысл, как это видно по иконографии «Мистическая охота на единорога». Эта тема в данном случае дополняется аллегорической смиволикой. Она не ясна до конца, но по наиболее распространённой трактовке, пять из шести композиций символизируют пять чувств. На шпалере «Зрение» единорог смотрится в зеркало, которое протягивает ему сидящая дама. «Слух» символизирует дама, играющая на органе, «Вкус» — на левой руке дамы сидит попугай, правой рукой она берёт сладости из чаши, которую держит служанка. Обезьянка внизу также участвует в трапезе. В «Обонянии» предполагаемый запах гвоздик, из которых дама сплетает венок, перекликается с ароматом цветка, который нюхает обезьяна. «Осязание» символизирует прикосновение дамы к рогу единорога.

### Шестая шпалера

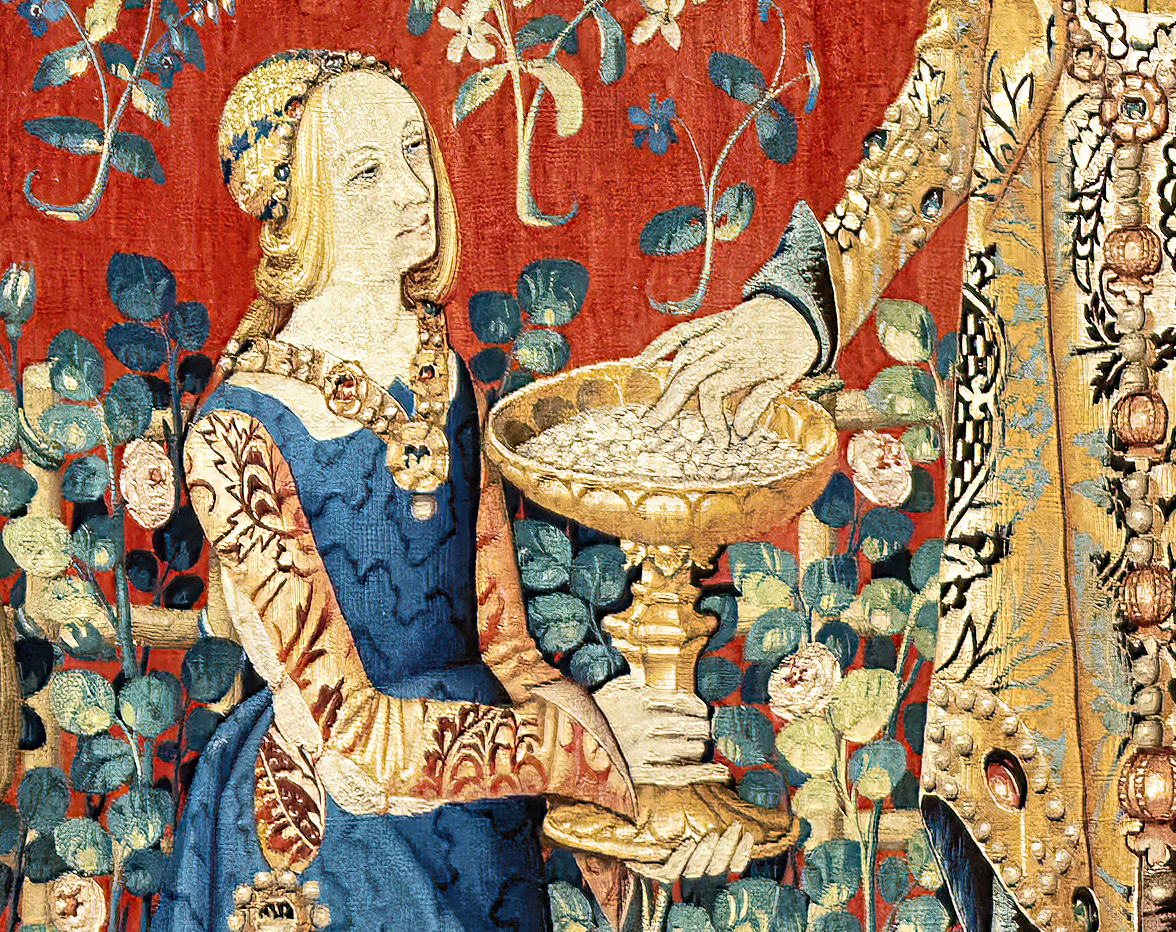
Шпалера из серии «Дама с единорогом». Деталь

Наиболее загадочной остаётся шестая, самая большая из шпалер, по своей иконографии отличающаяся от остальных частей серии. Здесь изображена дама у входа в шатёр, на котором написано: «A Mon Seul Désir» (Согласно моему единственному желанию). Дама кладёт (а не вынимает, как полагала Жорж Санд) в ларец, который держит служанка, ожерелье. Вокруг — лев, единорог, собачка, обезьянка. Жест дамы трактуют не как выбор, а как отказ от драгоценностей — вместе с девизом он даёт ключ к пониманию всей серии и раскрывает её связь с античным изречением: (лат. Liberum arbitrium (Свобода воли). Это изречение было популярным в рыцарской куртуазной культуре Франции XV—XVI веков. Оно подразумевает, как и в философии античных стоиков, дарование, способность выбора истинного пути, свободного от господства страстей. Аналоги таких композиций с тем же девизом встречаются в других шпалерах и книжных миниатюрах того же времени, в том числе в собрании Музея Клюни".
Не исключено также, что шестая шпалера отражает представления Жана Жерсона относительно «шестого чувства», под которым этот известный теолог понимал Сердце, средоточие Любви. Наконец, на шестую шпалеру мог повлиять выполненный Симфорианом Шампье перевод фрагмента из «Комментария на „Пир“ Платона» Марсилио Фичино, и в этом случае её название следовало бы интерпретировать так: «единственная вещь, кою жаждет моя любовь, есть красота (души)». Эта версия, однако, сомнительна: перевод датируется 1503 годом, а шпалера выткана, скорее всего, до 1500 года.
Согласно ещё одной версии выбор иконографической программы связан с назначением Жана Ле Виста, заказчика ковров, в 1471 году на должность председателя королевского апелляционного суда.

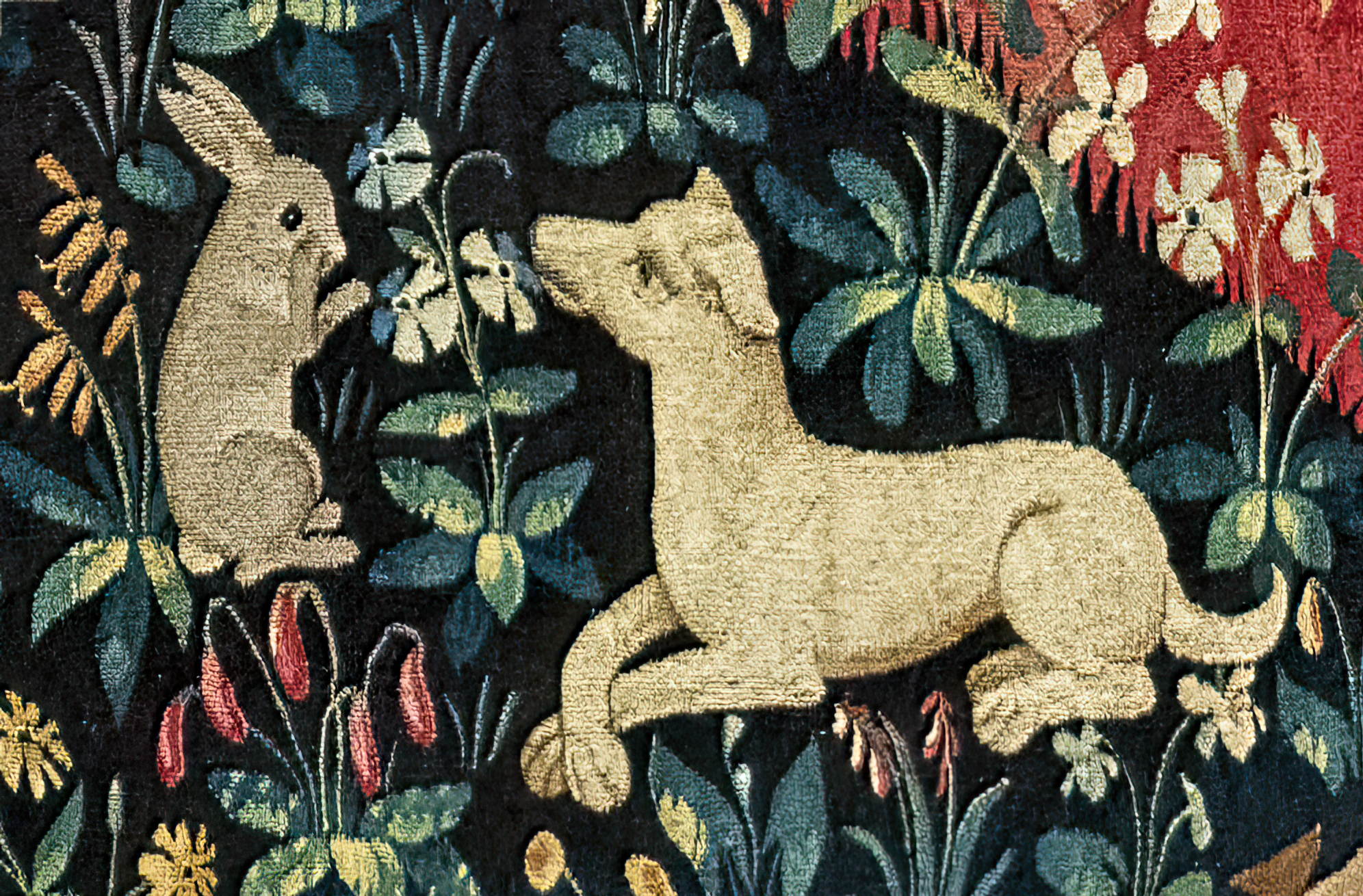
Шпалера из серии «Дама с единорогом». Деталь

### «Роман о Розе» и «Дама с единорогом»
По мнению французской исследовательницы Мари-Элизабет Брюэль, аллегорическое значение цикла следует искать в «Романе о Розе». Персонажи первой части романа, написанной Гильомом де Лоррисом, олицетворяющие различные свойства Любви, определяют собой смысл каждой из шпалер: Праздность — «Зрения», Богатство — «Осязания», Искренность — «Вкуса», Радость — «Слуха», Красота — «Обоняния». Наконец, аллегория Щедрости заключена в шестой шпалере, «По моему единственному желанию».

## Описание трёх шпалер цикла у Жорж Санд
К описанию столь полюбившихся ей шпалер Жорж Санд вернулась в своём позднем сочинении — «Дневник путешественника во время войны». Здесь дана краткая характеристика трёх из шести шпалер: «По моему единственному желанию», «Слух» и «Осязание».

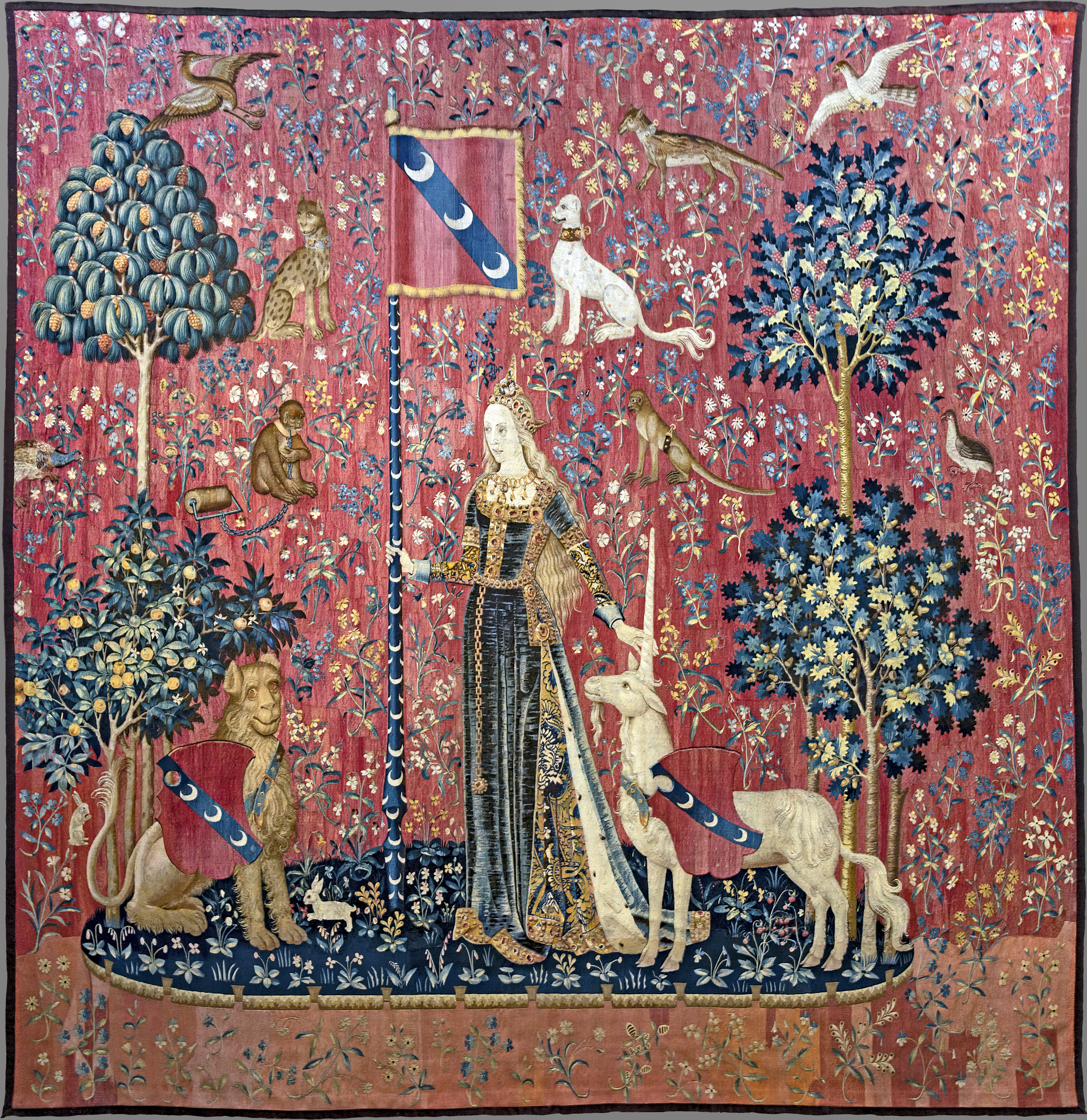
Дама с единорогом. Осязание

Единорог — вот он, здесь, и представлен он не шествующим или ползущим, как на чьём-нибудь гербе, но словно бы беседующим, едва ли не подающим копыто худощавой, богато и причудливо одетой даме, которую сопровождает совсем ещё юная девушка, столь же тоненькая и худощавая, что и её хозяйка. Единорог белого цвета, упитан, будто конь. На одном из гобеленов дама вынимает из ларца украшения; на другом играет на клавире; на третьем отправляется на войну и несёт перед собой складчатый штандарт, тогда как единорог вытянулся в струнку у шлейфа её платья. Эта тоненькая блондинка исполнена таинственности; вчера она напомнила моей дочери фею. Одеяния её чрезвычайно разнообразны и выдержаны в причудливом вкусе. Не знаю, отвечают ли они моде своего времени или просто прихоти художника. (Жорж Санд. «Дневник путешественника». 1871)

## Герой романа Умберто Эко встречает даму с единорогом

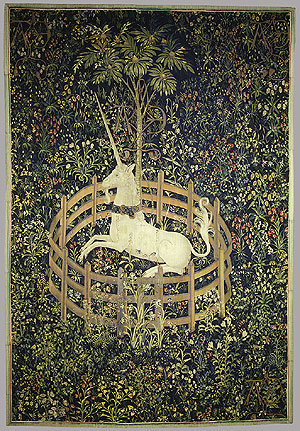
Пленённый единорог. Шпалера. Южные Нидерланды. Около 1500. Метрополитен-музей, Нью-Йорк

Пока Баудолино раздумывался на берегу этой водяной глади, из леса вышло животное, которого он не видел никогда, но знал замечательно. Оно напоминало лошадь молодого возраста, всю белую, обходительную и гибкую в движениях. На морде миловидного абриса, прямо на лбу посередине, имелся рог, тоже белый и выкрученный спиралью, кончался он остриём. Зверь был единорогом или, как говорил Баудолино в отрочестве, носорогом: monoceros, предмет мальчишеских грёз! Он любовался зверем и замер, боясь дохнуть, а тем временем из леса появилась женская фигура.

Стройная, в длинных тканях, мягко очерчивавших небольшие стоячие груди, она продвигалась шагом тихого камелопарда, и полы её касались трав, украшавших озёрные склоны, будто всё тело парило над землёй. У неё были длинные мягкие белокурые волосы, доходившие до бёдер, и чистейшего рисунка профиль, как будто вырезанный из слоновой кости. Кожа совсем немного розоватилась, ангельское лицо было обращено к озеру и полнилось беззвучной молитвенностью. Единорог тихо топотал бок о бок с нею, трепеща небольшими ноздрями в ожидании ласки. (У. Эко. Баудолино. Пер. Елены Костюкович)

## Фильмография
- «Шестое чувство», фильм Алена Жобера[фр.] из цикла «Палитры» (Франция, 1996).
- В серии фильмов «Гарри Поттер» в Школе Чародейства и Волшебства Хогвартс на стенах гостиной факультета Гриффиндор висит копия одной из шпалер цикла.